# فیومه‌فردو دی سیسیلیا
فیومه‌فردو دی سیسیلیا (به ایتالیایی: Fiumefreddo di Sicilia) یک کومونه در ایتالیا است که در استان کاتانیا واقع شده‌است. فیومه‌فردو دی سیسیلیا ۱۲ کیلومتر مربع مساحت و ۹٬۶۲۳ نفر جمعیت دارد و ۶۲ متر بالاتر از سطح دریا واقع شده‌است.